# Felon
Felon é uma comuna francesa na região administrativa de Borgonha-Franco-Condado, no departamento do Território de Belfort. Estende-se por uma área de 4.11 km². Em 2010 a comuna tinha 245 habitantes (densidade: 59,6 hab./km²).